# Haplochromis boops
Haplochromis boops är en fiskart som beskrevs av Greenwood, 1967. Haplochromis boops ingår i släktet Haplochromis och familjen Cichlidae. IUCN kategoriserar arten globalt som otillräckligt studerad. Inga underarter finns listade i Catalogue of Life.